# Dofí meridional
El dofí meridional (Lissodelphis peronii) és un dofí del gènere Lissodelphis. Els dofins meridionals són els únics dofins de l'hemisferi sud que manquen d'aleta dorsal. Són més petits que els dofins septentrionals i tenen més color blanc al cap i els flancs. Tenen un cos esvelt i gràcil que és de color negre a la part de dalt i blanc a la part d'avall. Les aletes són principalment blanques i són petites corbades. Tenen entre 43 i 49 dents a cada filera de cada maxil·lar.